# Colin MacCabe
Colin MacCabe (Reino Unido, 9 de fevereiro de 1949) é um cineasta, acadêmico, escritor e produtor cinematográfico britânico.